# Seznam dílů seriálu Bizaardvark
Toto je seznam dílů seriálu Bizaardvark.

## Přehled řad
| Řada | Díly | Premiéra v USA    | Premiéra v USA | Premiéra v ČR      | Premiéra v ČR      |
| Řada | Díly | První díl         | Poslední díl   | První díl          | Poslední díl       |
| ---- | ---- | ----------------- | -------------- | ------------------ | ------------------ |
| 1    | 20   | 24. června 2016   | 27. ledna 2017 | 10. září 2016      | 11. listopadu 2017 |
| 2    | 22   | 23. června 2017   | 13. dubna 2018 | 18. listopadu 2017 | 29. září 2018      |
| 3    | 21   | 24. července 2018 | 13. dubna 2019 | 14. ledna 2019     | 21. května 2019    |

## Seznam dílů

### První řada (2016–2017)
| Č. v seriálu | Č. v řadě | Původní název                          | Český název                              | Režie                | Scénář                               | Premiéra v USA     | Premiéra v ČR      | Prod. kód |
| ------------ | --------- | -------------------------------------- | ---------------------------------------- | -------------------- | ------------------------------------ | ------------------ | ------------------ | --------- |
| 1            | 1         | First!                                 | První!                                   | David Kendall        | Kyle Stegina a Josh Lehrman          | 24. června 2016    | 10. září 2016      | 101       |
| 2            | 2         | Draw My Life                           | Maluju svůj život                        | David Kendall        | Michael Curtis a Roger S.H. Schulman | 10. července 2016  | 22. listopadu 2016 | 102       |
| 3            | 3         | Frankie Has a Hater                    | Frankie má odpůrce                       | Savage Steve Holland | Eric Friedman                        | 17. července 2016  | 23. listopadu 2016 | 105       |
| 4            | 4         | Superfan                               | Super fanda                              | David Kendall        | Heather Flanders                     | 24. července 2016  | 24. listopadu 2016 | 103       |
| 5            | 5         | The Collab                             | Kolab                                    | Savage Steve Holland | Kyle Stegina a Josh Lehrman          | 31. července 2016  | 28. listopadu 2016 | 106       |
| 6            | 6         | Unboxing                               | Otevírání                                | David Kendall        | Tim Brenner                          | 7. srpna 2016      | 29. listopadu 2016 | 104       |
| 7            | 7         | The First Law of Dirk                  | První Dirkův zákon                       | David Kendall        | Kyle Stegina a Josh Lehrman          | 14. srpna 2016     | 30. listopadu 2016 | 108       |
| 8            | 8         | Best Friend Tag                        | Dotazník nejlepších kamarádů             | Savage Steve Holland | Tracy Bitterolf a Miranda Russo      | 11. září 2016      | 1. prosince 2016   | 107       |
| 9            | 9         | Bernie's in Charge                     |                                          | David Kendall        | Eric Friedman                        | 18. září 2016      | nebylo vysíláno    | 109       |
| 10           | 10        | Pretty Con                             | Hra krásy                                | David Kendall        | Michael Curtis a Roger S.H. Schulman | 25. září 2016      | 5. prosince 2016   | 110       |
| 11           | 11        | Puff & Frankie                         | Smítko a Frankie                         | Jon Rosenbaum        | Tim Brenner                          | 2. října 2016      | 6. prosince 2016   | 112       |
| 12           | 12        | Halloweenvark                          | Halloweenvark                            | David Kendall        | Eric Friedman                        | 7. října 2016      | 28. října 2017     | 116       |
| 13           | 13        | Spoiler Alert: Belissa Returns         | Pozor záškodík: Belissa se vrací         | Linda Mendoza        | Heather Flanders                     | 23. října 2016     | 7. prosince 2016   | 111       |
| 14           | 14        | Bizaardvark vs. Vicki 'Hot Head' Fuego | Bizaardvark .vs. Vicki Fuego horká hlava | Robbie Countryman    | Tracy Bitterolf a Miranda Russo      | 6. listopadu 2016  | 18. března 2017    | 114       |
| 15           | 15        | Moosetashio: A Cautionary Tale         | Losomír: Nebezpečná pohádka              | Sean Mulcahy         | Kyle Stegina a Josh Lehrman          | 13. listopadu 2016 | 25. března 2017    | 115       |
| 16           | 16        | Control (Plus) Alt (Plus) Escape!      | Kontrol, Alt, Eskape!                    | Jon Rosenbaum        | Eric Friedman                        | 27. listopadu 2016 | 1. dubna 2017      | 121       |
| 17           | 17        | Agh, Humbug                            | Taková habaďůra                          | Jon Rosenbaum        | Vincent Brown                        | 11. prosince 2016  | 8. prosince 2017   | 120       |
| 18           | 18        | Mom Stop!                              | Mami přestaň!                            | Robbie Countryman    | Matthew Roman                        | 13. ledna 2017     | 8. dubna 2017      | 113       |
| 19           | 19        | Paige's Birthday Is Gonna Be Great     | Narozeniny Paige budou skvělé            | Jody Margolin Hahn   | Michael Curtis a Roger S.H. Schulman | 20. ledna 2017     | 4. listopadu 2017  | 117       |
| 20           | 20        | In Your Space!                         | Ve tvém prostoru!                        | Leslie Kolins Small  | Tim Brenner                          | 27. ledna 2017     | 11. listopadu 2017 | 119       |

### Druhá řada (2017–2018)
| Č. v seriálu | Č. v řadě | Původní název                                     | Český název                                            | Režie              | Scénář                      | Premiéra v USA    | Premiéra v ČR      | Prod. kód |
| ------------ | --------- | ------------------------------------------------- | ------------------------------------------------------ | ------------------ | --------------------------- | ----------------- | ------------------ | --------- |
| 21           | 1         | First Day of School                               | První školní den                                       | Bob Koherr         | Kyle Stegina a Josh Lehrman | 23. června 2017   | 25. listopadu 2017 | 201       |
| 22           | 2         | Chocolate Bananas                                 | Banány v čokoládě                                      | Jody Margolin Hahn | Tim Brenner                 | 30. června 2017   | 2. prosince 2017   | 203       |
| 23           | 3         | The Doctor Will See You Now                       | Doktor se na tebe podívá                               | Bob Koherr         | Jessica Kaminsky            | 7. července 2017  | 9. prosince 2017   | 202       |
| 24           | 4         | Paige Bugs Out                                    | Paigino hmyzí rande                                    | David Kendall      | Eric Friedman               | 14. července 2017 | 16. prosince 2017  | 205       |
| 25           | 5         | Friend Fight!                                     | Kamarádská hádka                                       | David Kendall      | Ron Rappaport               | 28. července 2017 | 6. ledna 2018      | 204       |
| 26           | 6         | Hawkward                                          | Jestřábí trapas                                        | Adam Weissman      | Kyle Stegina a Josh Lehrman | 4. srpna 2017     | 18. listopadu 2017 | 118       |
| 27           | 7         | Frankie and Amelia's Fun Friend Weekend           | Frankie a Amelie tráví spolu víkend                    | Sean Mulcahy       | Alex Fox a Rachel Lewis     | 11. srpna 2017    | 20. ledna 2018     | 206       |
| 28           | 8         | Frankie's Cheating Teacher                        | Frankie učitelka podvádí                               | David Kendall      | Kyle Stegina a Josh Lehrman | 18. srpna 2017    | 27. ledna 2018     | 207       |
| 29           | 9         | Softball: The Musical                             | Muzikál: Softbal                                       | Robbie Countryman  | Eric Friedman               | 25. srpna 2017    | 3. února 2018      | 208       |
| 30           | 10        | Yes and No                                        | Ano a Ne                                               | Robbie Countryman  | Ron Rappaport               | 15. září 2017     | 10. února 2018     | 209       |
| 31           | 11        | Science (Un)Fair                                  | Přehlídka vědy                                         | Sean Mulcahy       | Jessica Kaminsky            | 22. září 2017     | 19. května 2018    | 210       |
| 32           | 12        | Promposal Problems                                | Jak pozvat na ples                                     | A. Laura James     | Tim Brenner                 | 29. září 2017     | 26. května 2018    | 211       |
| 33           | 13        | Halloweenvark: Part Boo!                          | Hellowwenvark                                          | Jon Rosenbaum      | Kyle Stegina a Josh Lehrman | 6. října 2017     | 2. června 2018     | 213       |
| 34           | 14        | A Killer Robot Christmas                          | Vánoční robot zabiják                                  | Robbie Countryman  | Amy-Jo Perry                | 8. prosince 2017  | 10. ledna 2020     | 220       |
| 35           | 15        | Clash of the Superfans                            | Střet superfanynek                                     | Jody Margolin Hahn | Alex Fox a Rachel Lewis     | 23. února 2018    | 9. června 2018     | 212       |
| 36           | 16        | Don't Think, Just Dare                            | Nemysli konej                                          | Erika Kaestle      | Vincent Brown               | 2. března 2018    | 16. června 2018    | 214       |
| 37           | 17        | Bernie Moves Out                                  | Bernie se stěhuje                                      | A. Laura James     | Eric Friedman               | 9. března 2018    | 23. června 2018    | 215       |
| 38           | 18        | The BFF (Before Frankie Friend)                   | Kamarádka před Frankie                                 | David Kendall      | Ron Rappaport               | 16. března 2018   | 30. června 2018    | 216       |
| 39           | 19        | Amelia's Perfectly Imperfect Volleyball Adventure | Amelijno dokonalé nedokonalé volejbalové dobrodružství | Jon Rosenbaum      | Jessica Kaminsky            | 23. března 2018   | 8. září 2018       | 217       |
| 40           | 20        | Paige Is Wrong                                    | Paige se mýlí                                          | Jon Rosenbaum      | Tim Brenner                 | 30. března 2018   | 15. září 2018      | 218       |
| 41           | 21        | Spring Break Video Spectacular                    | Jarní prázdninový speciál                              | Robbie Countryman  | Matt Roman                  | 6. dubna 2018     | 29. září 2018      | 221       |
| 42           | 22        | Her, Me, and Hermie                               | Já, ona, a poustík                                     | Bob Koherr         | Alex Fox a Rachel Lewis     | 13. dubna 2018    | 22. září 2018      | 219       |

### Třetí řada (2018–2019)
| Č. v seriálu | Č. v řadě | Původní název                        | Český název                       | Režie              | Scénář                                     | Premiéra v USA    | Premiéra v ČR   | Prod. kód |
| ------------ | --------- | ------------------------------------ | --------------------------------- | ------------------ | ------------------------------------------ | ----------------- | --------------- | --------- |
| 43           | 1         | The Summer of Us                     | Naše léto                         | Jon Rosenbaum      | Eric Friedman                              | 24. července 2018 | 14. ledna 2019  | 301       |
| 44           | 2         | Two Me's in a Pod                    | Celá Já                           | Jon Rosenbaum      | Ron Rappaport                              | 26. července 2018 | 15. ledna 2019  | 302       |
| 45           | 3         | House Moms                           | Maminy                            | Jon Rosenbaum      | Jessica Kaminsky                           | 31. července 2018 | 16. ledna 2019  | 303       |
| 46           | 4         | No Way, Whoa!                        | No ne, whoa!                      | David Kendall      | Justin Varava                              | 2. srpna 2018     | 17. ledna 2019  | 304       |
| 47           | 5         | Tree's Company                       | Na stromě                         | Sean Mulcahy       | Tim Brenner                                | 7. srpna 2018     | 18. ledna 2019  | 305       |
| 48           | 6         | Summer Schooled                      | Letní škola                       | Erika Kaestle      | Alex Fox a Rachel Lewis                    | 9. srpna 2018     | 21. ledna 2019  | 306       |
| 49           | 7         | Halloweenvark Part 3: Mali-Boo!      | Halloweenvark: 3. část: Mali-Boo! | Jon Rosenbaum      | Tim Brenner                                | 5. října 2018     | 22. ledna 2019  | 315       |
| 50           | 8         | Holiday Video Sketchtacular          | Vánoční videa                     | Sean Mulcahy       | Katya Lidsky a Erin Pineda                 | 7. prosince 2018  | 23. ledna 2019  | 319       |
| 51           | 9         | Who Is Horse Face Guy?               | Kdo je konňská hlava?             | Robbie Countryman  | Matt Roman                                 | 19. ledna 2019    | 24. ledna 2019  | 310       |
| 52           | 10        | Where There's a Willow There's a Way | Když je Vrba tak to jde           | Jody Margolin Hahn | Cailan Rose                                | 26. ledna 2019    | 6. května 2019  | 307       |
| 53           | 11        | House Band                           | Domácí kapela                     | Jody Margolin Hahn | Eric Friedman                              | 2. února 2019     | 7. května 2019  | 308       |
| 54           | 12        | Eye of the Duckworth                 | Kachňácký pohled                  | David Kendall      | Ron Rappaport                              | 9. února 2019     | 8. května 2019  | 309       |
| 55           | 13        | Bernie's Cousin Ernie                | Bernieho bratranec Ernie          | Sean Mulcahy       | Tim Brenner                                | 16. února 2019    | 10. května 2019 | 312       |
| 56           | 14        | Paige's Way vs. Frankie's Way        | Paigin způsob a Frankin způsob    | A. Laura James     | Jessica Kaminsky                           | 23. února 2019    | 9. května 2019  | 311       |
| 57           | 15        | PK in da House                       | Ředitelka ve vile                 | Robbie Countryman  | Cailan Rose                                | 2. března 2019    | 13. května 2019 | 313       |
| 58           | 16        | Bizaardvark Changes Lives            | Bizaardvark mění životy           | Marian Deaton      | Justin Varava                              | 9. března 2019    | 14. května 2019 | 314       |
| 59           | 17        | A Capella Problems                   | Trable s kapelou                  | Jon Rosenbaum      | Alex Fox a Rachel Lewis                    | 16. března 2019   | 15. května 2019 | 316       |
| 60           | 18        | The Stand-Up Standoff                | Vyhrocený Stand-up                | Jody Margolin Hahn | Eric Friedman                              | 23. března 2019   | 16. května 2019 | 317       |
| 61           | 19        | BizRipOffs                           | Není všechno zlato co se třpytí   | Erika Kaestle      | Ron Rappaport                              | 30. března 2019   | 17. května 2019 | 318       |
| 62           | 20        | Rozes Are Red                        | Ros a Red                         | Jon Rosenbaum      | Jessica Kaminsky                           | 6. dubna 2019     | 20. května 2019 | 320       |
| 63           | 21        | The End of the Beginning             | Konec začátku                     | Jon Rosenbaum      | námět: Savannah Kopp scénář: Eric Friedman | 13. dubna 2019    | 21. května 2019 | 321       |

## Kraťasy (2017)
- Kraťasy trvají 2-4 minuty.

| Č. | Původní název           | Premiéra v USA    |
| -- | ----------------------- | ----------------- |
| 1  | BizaArmBox              | 8. května 2017    |
| 2  | BizaArm Wrestling       | 9. května 2017    |
| 3  | BizHard Time            | 10. května 2017   |
| 4  | BizaArtists             | 11. května 2017   |
| 5  | BizaArxercise           | 12. května 2017   |
| 6  | BizaAnticipation        | 19. června 2017   |
| 7  | BizaRock Paper Scissors | 20. června 2017   |
| 8  | BizaArtifacts           | 21. června 2017   |
| 9  | BizaArmed & Dangerous   | 22. června 2017   |
| 10 | BizHaircut              | 23. června 2017   |
| 11 | BizaArgentina           | 28. června 2017   |
| 12 | BizaArmageddon          | 7. července 2017  |
| 13 | BizaAroma               | 14. července 2017 |
| 14 | BizFeet                 | 21. července 2017 |